# De otro planeta
De otro planeta es un programa digital transmedia con sketches de humor producido por Televisión Pública Argentina junto a La Maldita, productora de la exitosa comedia Según Roxi. Se estrenó el 8 de agosto de 2017 y los sketches semanales se pueden ver en la página web del programa y en las redes sociales. El programa escrito por diferentes guionistas y protagonizado por más de 20 actores se ríe de las costumbres y vínculos humanos. Es la primera producción digital de la Televisión Pública Argentina y no forma parte de la tradicional grilla de aire del canal. En 2017, De otro planeta fue nominado a los Premios Tato en la categoría mejor ficción web.

## Elenco
- Gipsy Bonafina
- Andrés Caminos
- Juan Carrasco
- Juan Cavoti
- Diego Cremonesi
- Noralih Gago
- Juliana Gattas
- Santiago Gobernori
- Anita Gutiérrez
- Valeria Lois
- Laila Maltz
- Lucila Mangone
- José María Marcos
- Romina Moretto
- Laura Paredes
- Mónica Raiola
- Lalo Rotaveria
- Griselda Siciliani
- Paloma Sirvén
- Martín Tchira
- Abian Vainstein
- Manuela Vieites
- Tomás Wicz